# Хітарська сільська рада
Хітарська сільська рада — колишній орган місцевого самоврядування у Сколівському районі Львівської області. Адміністративний центр — село Хітар.

## Загальні відомості
Хітарська сільська рада утворена в 1995 році. Територією ради протікає річка Головчанка.

## Населені пункти
Сільській раді підпорядковані населені пункти:
- с. Хітар
- с. Кальне

## Склад ради
Рада складається з 12 депутатів та голови.

### Керівний склад попередніх скликань
| ПІБ                  | Основні відомості                                                                                        | Дата обрання | Дата звільнення |
| -------------------- | --- | ------------ | --------------- |
| Вітів Петро Петрович | Сільський голова, 1956 року народження, освіта середня спеціальна, безпартійний                          | 26.03.2006   | 31.10.2010      |
| Вітів Петро Петрович | Сільський голова, 1956 року народження, освіта середня спеціальна, член політичної партії «Наша Україна» | 31.10.2010   |                 |

Примітка: таблиця складена за даними джерела

## Населення
За переписом населення України 2001 року в сільській раді мешкало 620 осіб.

### Мова
Розподіл населення за рідною мовою за даними перепису 2001 року:
| Мова       | Відсоток |
| ---------- | -------- |
| українська | 99,19 %  |
| російська  | 0,48 %   |
| білоруська | 0,32 %   |